# 단노정
단노정(일본어: 端野町)은 일본 홋카이도 오호츠크 관내의 도코로군에 존재했던 정이다.
2006년 3월 5일에, 기타미시 (구),  루베시베정과 신설합병해 기타미시 (신)이 되었다.

## 지리
아바시리지청 중부, 기타미시 북동부에 인접해 있다. 남서부는 평탄한 논밭이 펼쳐져 있다. 북쪽, 동쪽, 서쪽은 산으로 둘러싸인 구릉지다. 도쿠로강이 마을을 남북으로 관통한다

## 역사
- 1921년 4월 - 노쓰케우시정에서 분촌해, 단노촌이 되었다.
- 1961년 9월 - 정으로 승격해, 단노정이 되었다.
- 2006년 3월 5일 - 기타미시, 루베시베정, 도코로정과 신설합병에 따라 폐지되었다.

## 교통

### 철도
- 홋카이도 여객철도
  - 세키호쿠 본선

### 도로
- 국도 39호선
- 국도 333호선